# Lùng Vai
Lùng Vai là một xã thuộc huyện Mường Khương, tỉnh Lào Cai, Việt Nam.

## Địa lý
Xã Lùng Vai nằm ở phía nam của huyện Mường Khương, cách trung tâm huyện lỵ 25 km, Cách trung tâm tỉnh 25 km, có vị trí địa lý:
- Phía đông giáp các xã Cao Sơn và La Pan Tẩn
- Phía nam giáp các xã Bản Sen và Bản Lầu
- Phía tây giáp trấn Nam Khê (南溪镇)[4] huyện Hà Khẩu[5] châu Hồng Hà tỉnh Vân Nam Trung Quốc và giáp các xã Nậm Chảy, Bản Lầu
- Phía bắc giáp xã Thanh Bình.

## Hành chính
Xã Lùng Vai được chia thành 21 thôn: thôn 2, Tảo Giàng 1, Tảo Giàng 2, Bồ Lũng, Lùng Vai 1, Lùng Vai 2, Trung Tâm, Đồng Căm A, Đồng Căm B, Bản Sinh, Na Lang, Cốc Lầy, Giáp Cư, Gốc Gạo, Chợ Chậu, Tà San, Cốc Phúng, Cốc Cái, Na Hạ 1, Na Hạ 2, Củi Chủ.

## Lịch sử
Lùng Vai đã được hình thành từ xa xưa với nhóm dân tộc chủ yếu là Nùng, Giáy, Dao... trải qua thời gian phát triển và sự biến đổi của lịch sử, Lùng Vai dần tiếp nhận thêm nhiều dân tộc khác đến sinh sống như: Kinh, Tày, H’mong,... tạo thành sự đa dạng về dân tộc. Tuy nhiên cộng đồng có sự ảnh hưởng lớn nhất cả về dân số và văn hoá thì là dân tộc Nùng.
Tên Lùng Vai bắt nguồn từ tiếng Nùng, có nghĩa là: bãi thả trâu. Vì từ xưa nơi đây vốn là bãi thả trâu của người dân địa phương và các vùng lân cận như Bản Sen và Bản Sinh, Tảo Giàng...

## Giao thông
Xã có quốc lộ 4D chạy qua trung tâm. Ngoài ra hệ thống giao thông liên xã, liên thôn cũng ngày càng được nâng cấp bằng đường bê tông thay cho đường đá cấp phối và đường đất trước đây.